# Elizabeth von Arnim
Elizabeth von Arnim (Sydney, Austrália, 31 de agosto de 1866 - Charleston, Carolina do Sul, Estados Unidos, 9 de fevereiro de 1941) foi uma escritora britânica naturalizada australiana. O seu nome de solteira era Mary Annette Beauchamp. Era prima de Katherine Mansfield.
Mary Annette Beauchamp foi educada na Inglaterra. Aos 24 anos casou-se com Barão von Arnim e, depois de adotar o seu nome, mudou-se para os bens do marido na Pomerânia, na Alemanha.
Escreveu mais de vinte livros, a maioria romances. Foi muito admirada na época, e ficou mais conhecida a partir de 1993, quando Mike Newell levou o seu romance An Enchanted April ao cinema. Em 1935, Harry Beaumont também dirigiu uma versão cinematográfica deste romance.
Um filme baseado em Mr. Skeffington (Vicent Sherman, 1944) já tinha sido filmado com Bette Davis e Claude Rains.

## Obras
- Elizabeth and Her German Garden (1898)
- The Solitary Summer (1899)
- April Baby's Book of Tunes (1900)
- The Benefactress (1901)
- The Adventures of Elizabeth in Rugen (1904)
- Princess Priscilla's Fortnight (1905)
- Fräulein Schmidt and Mr Anstruther (1907) (novela epistolar)
- The Caravaners (1909)
- The Pastor's Wife (1914)
- Christine (1917) (escrita com o pseudónimo Alice Cholmondeley)
- Christopher and Columbus (1919)
- In the Mountains (1920)
- Vera (1921)
- The Enchanted April (1922)
- Love (1925)
- Introduction to Sally (1926)
- Expiation (1929)
- Father (1931)
- The Jasmine Farm (1934)
- All the Dogs of My Life (autobiográfica) (1936)
- Mr. Skeffington (1940)